# Pietro Sportillo
Pietro Sportillo (Brindisi, 21 agosto 1978) è un allenatore di calcio ed ex calciatore italiano di ruolo difensore, tecnico del Gallipoli.

## Caratteristiche tecniche
Non dotato di particolare prestanza fisica per il ruolo di difensore centrale, vi sopperisce con doti caratteriali di grandi tenacia e sicurezza; all'occorrenza può giostrare come terzino sinistro.

## Carriera

### Giocatore
È originario di Francavilla Fontana, ma nato a Brindisi. Calcisticamente cresciuto nel Casarano ma presto notato dagli osservatori del Torino, passa in granata presso il settore giovanile guidato da Sergio Vatta, senza trovare spazio in prima squadra.
Inizia così una peregrinazione fra varie squadre di Serie B (categoria in cui totalizzerà 59 presenze) e Serie C, che lo porterà a fermarsi a lungo solamente nel Messina: con i giallorossi giocherà per quattro stagioni, con due promozioni dalla Serie C2 alla Serie B, segnando la sua unica rete in categoria.
Fra i cadetti gioca anche una stagione con la Triestina. Seguono otto anni in terza serie e infine il passaggio al dilettantismo, con il ritorno a Casarano a distanza di vent'anni, e infine il Gallipoli nel 2012, in Eccellenza; a gennaio 2015 torna nuovamente a Casarano.

### Allenatore -Toma Maglie
Esordisce come allenatore nel campionato 2015-2016 alla guida del Maglie.
Casarano e Molfetta
Dal 2016 al 2018 ha allenato il Casarano.
Nella stagione 2018-2019 allena per breve tempo il Molfetta Calcio.
Atletico Recale
Nella stagione 2019-2020 allena l'Atletico Racale.
Monterosi
Da settembre a dicembre 2023 è il vice di Roberto Taurino sulla panchina del Monterosi
Monopoli
Da dicembre 2023 sino al termine della stagione, segue Taurino al Monopoli come collaboratore tecnico.
Gallipoli
Il 7 novembre 2024 viene ufficializzato come nuovo allenatore del Gallipoli, società pugliese di Eccellenza, dove subentra all' esonerato Giuseppe Brana'.

## Palmarès

### Competizioni nazionali
- Serie C2: 1

Messina: 1999-2000

### Competizioni regionali
- Eccellenza: 1

Gallipoli: 2013-2014